# Birgit Ridderstedt

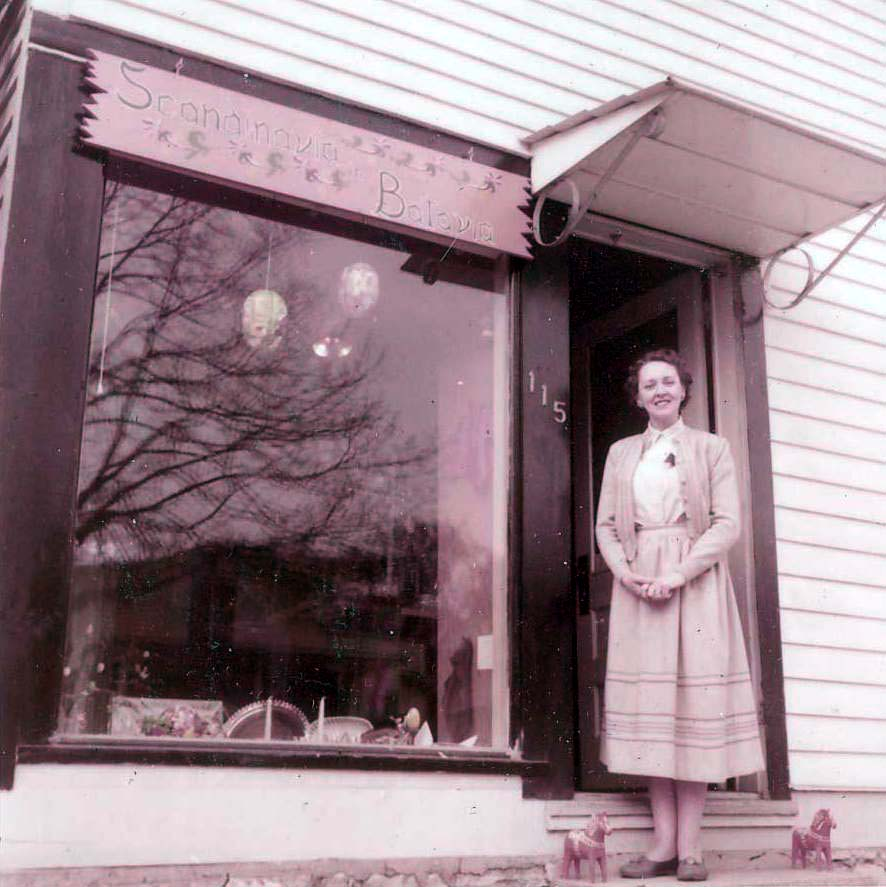
Birgit Ridderstedt vid sin butik 1957.

Ragnhild Birgit Ridderstedt, född Anderson 26 november 1914 i Ludvika, död 16 september 1985 i Täby, var en svenskamerikansk folksångerska som framträdde på festivaler och tv i USA under 1950- och 1960-talen med underhållning som hon själv producerade. Hon var dotter till urmakaren Stefan Anderson och debuterade i revyer på födelseorten i unga år.
Ridderstedt emigrerade 1950 med maken C. Erik Ridderstedt och parets två små söner. Familjen bodde som längst i Batavia i Illinois, där hon även öppnade och drev den egna presentbutiken "Scandinavia in Batavia" som en utveckling av makens importverksamhet i svenskt konsthantverk.
Det var hennes reklamidéer för den verksamheten som med tiden ledde till ett flertal tv-framträdanden i Chicago som gästartist på kulturprogram, först på WTTW:s public-service-kanal, där hon bland annat med svenska sånger och folkdans redogjorde för svensk midsommar, därefter även inom den kommersiella televisionen, som i det populära programmet Polka-Go-Round där hon hade med sig barn som sjöng svenska sånger och high-school-ungdomar som folkdansade. När Ridderstedt 1962 återvände till Sverige hade hon med sammanlagt 45 ungdomar framträtt i tv i Chicago ett tiotal gånger med inslag om midsommar, luciafirandet och passionsspel; hon hade då även med sina egna grupper varit med fyra gånger i det årliga firandet av Swedish Days i Geneva, Illinois och framträtt många gånger som talare och solist inför olika organisationer. Ridderstedt syntes sedan också till med sina folkmusikprogram under 1970-talet i västra Florida. Hon och maken, som avled 1982, framlevde sina sista år i Täby. Hon avled på Danderyds sjukhus och kallades då av Dagens Nyheter för kulturambassadör. Makarna är gravsatta i familjegraven på Stora Tuna kyrkogård.
Ridderstedt skrev på 1950-talet text och musik till ett tiotal egna sånger. Inom svensk underhållning användes “Twinkling Stars” i AlexCab till en parodi på Osmonds (”Familjen Oss-Mun”),  melodin ”I Love Christmas Time” till en julskiva 1990 i genren cabaret noir med Agneta Lindén och Ola Isedal och 2013 "It All Is Meant for You" och "She Gave Me My Darling Man"i kabarén ÄngelCab på restaurang Michelangelo i Gamla stan.[källa behövs] Till hennes 100-årsjubileum 2014 på Lillienhoffska palatset i Stockholm framfördes även "Oh, Gee How Pretty She Is Tonight !"och den av svensk folkmusik inspirerade "Ringle-rey Shoo-hey".